# Inar
Inar ist eine hethitische Landesgöttin hattischen Ursprungs, die der Natur, dem ländlichen Raum und den wilden Tieren verbunden ist. Sie ist die Stadtgöttin von Ḫattuša.
Die Göttin Inar hat mehrere Namen. Ihr hattischer Name lautet Inar, der hethitische Name Inara. Inar wird manchmal auch mit den Sumerogrammen DINGIRLAMMA und DINGIRKAL geschrieben, die meistens jedoch männliche Schutzgottheiten wie Kurunta oder Innara bezeichnen. Auch die Gottheit Kammamma wird mit dem Sumerogramm DINGIRLAMMA geschrieben.
Inar gilt als Tochter des obersten hethitischen Götterpaares, des Wettergottes Tarḫunna und der Sonnengöttin von Arinna. Gemeinsam mit ihren Eltern bildete sie in althethitischer Zeit die Staatstrias.  Die Identifizierung von Inar als Tochter des obersten Götterpaares stützt sich auf die Lesung des Sumerogramms DINGIRLAMMA mit Inar. Aber auch andere LAMMA-Gottheiten wie etwa Kammamma konnten als Kinder des Wettergottes und der Sonnengöttin in die Staatstrias aufgenommen werden, wobei sie freilich Inar von jenem Platz verdrängten. Unzweifelhaft ist, dass Inar als Stadtgöttin von Ḫattuša eine hervorgehobene Stellung im hethitischen Pantheon einnahm.
Die Hirtengöttin Ḫapantali gilt als Inars Begleiterin, aber auch das stützt sich wieder allein auf die Lesung des Sumerogramms DINGIRLAMMA als Inar. Ḫapantali erscheint in Götterlisten jedenfalls häufig direkt nach der LAMMA-Gottheit der hethitischen Staatstrias.

## Mythen

### Illuyanka-Mythos
Inar spielt eine bedeutende Rolle in einer von zwei bekannten Fassungen des Illuyanka-Mythos. Diese beschreibt, wie der Wettergott Tarḫunna in der Ortschaft Kiškilušša mit dem Schlangendrachen Illuyanka, der Verkörperung des Winters kämpft und gegen ihn verliert. In seiner Not ruft der Wettergott die anderen Götter zu Hilfe. Inar erhört seinen Ruf und bereitete ein Fest, zu dem sie randvoll gefüllte Kessel mit Wein, marnuwant-Bier und walḫi-Trank besorgt.
Da Inar Illuyanka jedoch nicht alleine bezwingen kann, sucht sie den Beistand des Menschenmannes Ḫupašiya aus der Stadt Zigaratta. Ḫupašiya verspricht der Göttin ihr zu helfen, wenn er nur mit ihr schlafen dürfe. Inar gewährt und erfüllt ihm den Wunsch. Daraufhin führt sie Ḫupašiya zu dem Ort, wo zum Fest gerüstet worden war, und versteckt ihn.
Nachdem Inar sich geschmückt hat, ruft sie Illuyanka aus seiner Höhle, damit er dem Fest beiwohne. Illuyanka kommt mit seiner gesamten Brut zu dem Fest. Die Schlangen essen und trinken, bis sie schließlich dermaßen betrunken sind, dass sie nicht mehr in ihre Höhle zurückfinden. Diese Situation nutzt Ḫupašiya aus und fesselt Illuyanka, der daraufhin von Tarḫuna erschlagen wird.
Nach diesen Ereignissen erbaut Inar auf der Spitze eines Felsens im Lande Tarukka ein Haus, in welchem sie Ḫupašiya wohnen lässt. Die Göttin verbietet ihm aus dem Fenster zu sehen wenn Inar unterwegs sein, denn dann würde er seine Frau und Kinder erblicken. Nach zwanzig Tagen bricht Ḫupašiya das Verbot und erblickt durch das Fenster seine Frau mit den gemeinsamen Kindern, worauf ihn Sehnsucht nach seiner Familie ergreift und er von Inar verlangt wieder nach Hause gelassen zu werden. Die Textzeilen mit den folgenden Ereignissen sind nur noch sehr fragmentarisch erhalten, aber es lässt sich erkennen, dass Inar von Ḫupašiyas Ansinnen verärgert ist. Es ist möglich, dass Inar ihn daraufhin tötet, auch wenn der Text darüber keine weiteren Aussagen erlaubt. Bekannt ist jedoch, dass in der zweiten Fassung der Sohn des Tarḫunna, der in etwa die gleiche Funktion erfüllt wie Ḫupašiya in der ersten Fassung, nach vollendeter Aufgabe getötet wird. Daher ist es denkbar, dass Ḫupašiya das gleiche Schicksal widerfährt, zumal er mit der Göttin Inar eine heilige Hochzeit eingegangen ist. Nach diesen Ereignissen geht Inar in die Stadt Kiškilušša. Ihr Haus und den Fluss der Wasserflut übergibt sie dem hethitischen König. In Erinnerung an die mythischen Begebenheiten begingen die Hethiter das purulliya-Fest.

### Weitere Mythen
Die Muttergöttin Ḫannaḫanna verspricht Inar in einem Textfragment, dass sie ihr Land – möglicherweise Ḫattuša? – und einen Mann geben werde. Ob besagter Mann mit Ḫupašiya aus dem Illuyanka-Mythos identisch ist oder nicht, ist ungewiss.
Ein anderer Mythos erzählt von Inars Verschwinden. Auch wenn nicht viel von diesem Mythos bekannt ist, so ist doch anzunehmen, dass er wie viele ähnliche Mythen Teil eines Beschwichtigungsrituals war, das die Gottheit zur Rückkehr bewegen sollte.